# Giro del Veneto 1975
Il Giro del Veneto 1975, quarantottesima edizione della corsa, si svolse il 13 settembre 1975 su un percorso di 245 km. La vittoria fu appannaggio dello svizzero Roland Salm, che completò il percorso in 6h27'00", precedendo gli italiani Giancarlo Polidori e Wladimiro Panizza.
Sul traguardo di Montegrotto Terme terminarono la prova almeno 59 corridori.

## Ordine d'arrivo (Top 10)
| Pos. | Corridore                | Squadra            | Tempo    |
| ---- | ------------------------ | ------------------ | -------- |
| 1    | Roland Salm              | Zonca-Santini      | 6h27'00" |
| 2    | Giancarlo Polidori       | Furzi-F.T.         | a 2"     |
| 3    | Wladimiro Panizza        | Brooklyn           | a 12"    |
| 4    | Giovanni Cavalcanti      | Bianchi-Campagnolo | s.t.     |
| 5    | Luciano Borgognoni       | Zonca-Santini      | s.t.     |
| 6    | Francesco Moser          | Filotex            | s.t.     |
| 7    | Italo Zilioli            | Magniflex          | s.t.     |
| 8    | Fausto Bertoglio         | Jollj Ceramica     | s.t.     |
| 9    | Gianbattista Baronchelli | Scic-Colnago       | s.t.     |
| 10   | Martín Emilio Rodríguez  | Bianchi-Campagnolo | a 45"    |